# Sylwester Ambroziak

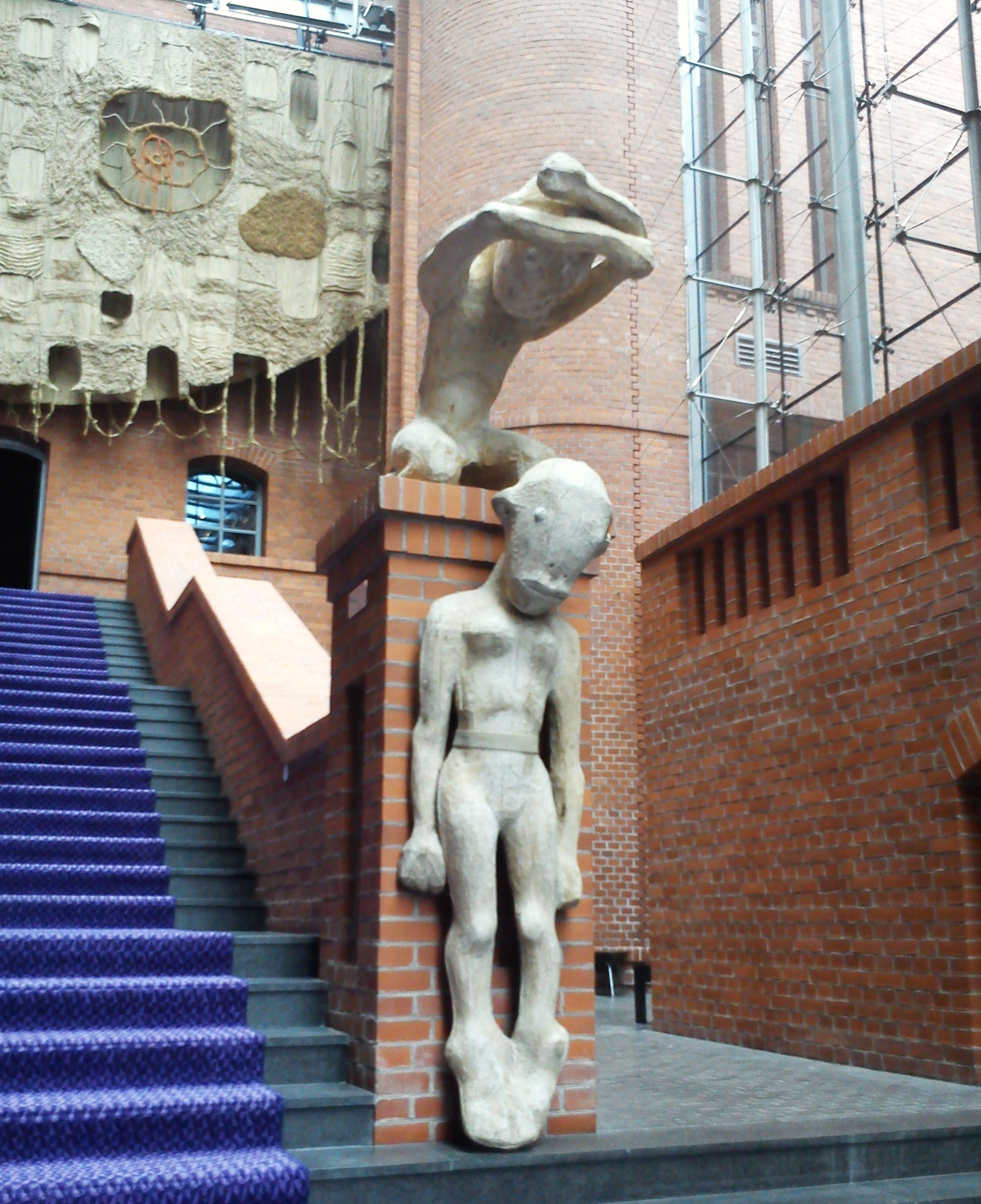
Bez tytułu, Poznań, Blow Up Hall 50 50

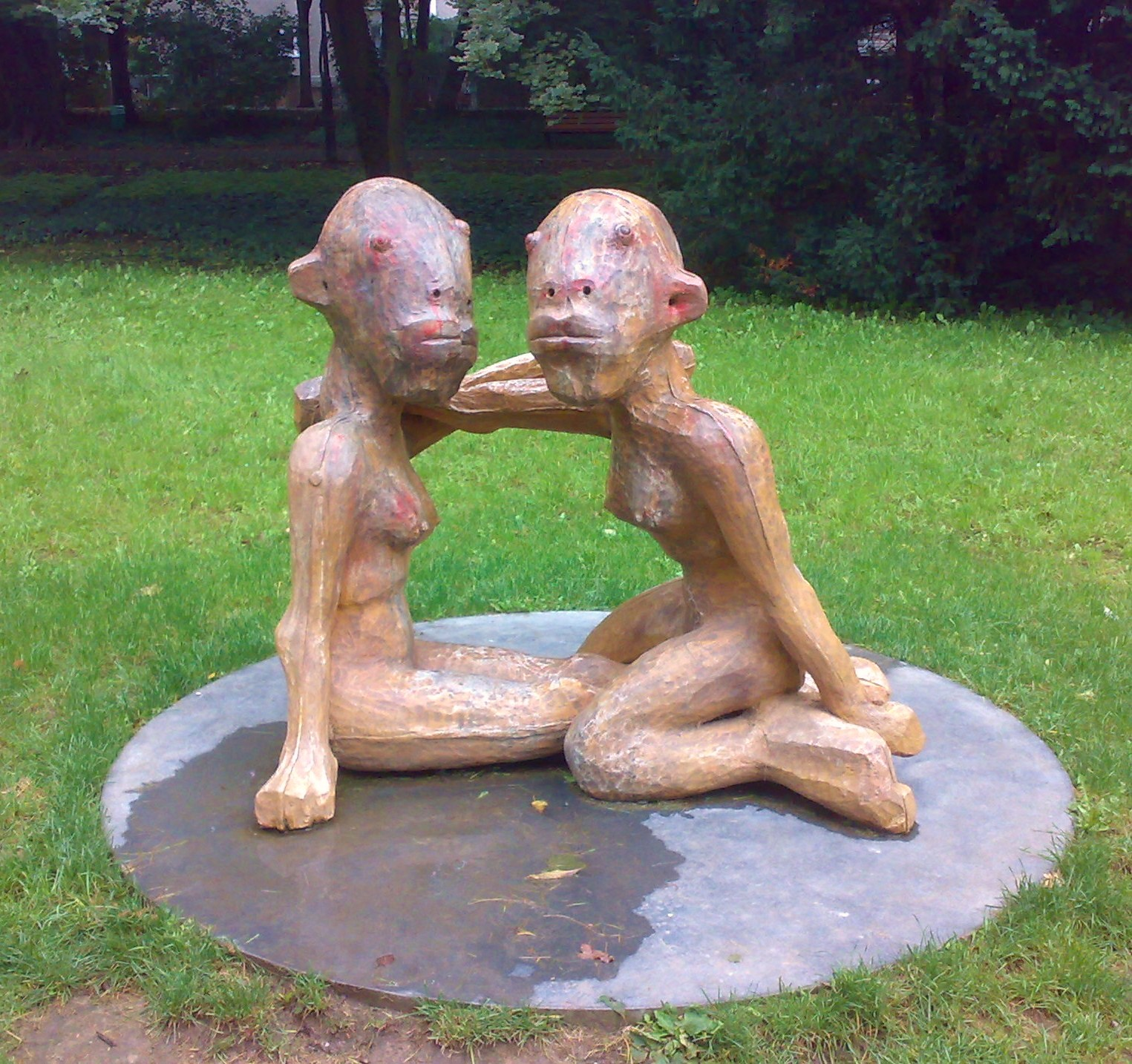
Dwie kobiety, Poznań, Park Sołacki

Sylwester Ambroziak (ur. 14 kwietnia 1964 w Łowiczu) – polski rzeźbiarz, rysownik.

## Życiorys
Studiował w Akademii Sztuk Pięknych w Warszawie na Wydziale Rzeźby w latach 1983–1989 w pracowni prof. Jerzego Jarnuszkiewicza, prof. Stanisława Kulona i prof. Grzegorza Kowalskiego. Rysunek w pracowni prof. Mariana Czapli.
Dyplom w pracowni Grzegorza Kowalskiego w 1989 r.
W 2023 otrzymał srebrny Medal „Zasłużony Kulturze Gloria Artis”

## Wystawy indywidualne (do 2008 r.)
- 1986 – „Cukrownia”, Galeria „Przy Rynku”, Warszawa
- 1989 – „Grand Mal”, BWA, Puławy
- 1990 - Międzynarodowe Targi Sztuki Interart´90,Galeria Notoro, Poznań
- 1990 – „Pologne´90” Saint Gilles City Hall, Bruksela, org. Galeria Brama, Warszawa
- 1990 – „Notoro Symposium” d. Zakłady im. Norblina, Warszawa
- 1990 – Międzynarodowe Symposium Notoro´90, Centrum Rzeźby Polskiej w Orońsku
- 1991 – „Konfrontacje Artystyczne Torun´91”, Ratusz Miejski, Toruń
- 1991 – Notoro Symposion´91, Centrum Rzeźby Polskiej w Orońsku
- 1991 – „Spotkanie”, Galeria ElArt, Warszawa
- 1991 – „Polnische Malerei der 80-er Jahre”, Galeria Doroty Kabiesz, Düsseldorf (Niemcy)
- 1991 – „Sollentuna´91”, Międzynarodowe Targi Sztuki, Sztokholm,org. Galeria Brama, Warszawa
- 1992 – „Dekada” ASP, Warszawa
- 1992 – Gate Gallery, Karlsruhe, (Niemcy)
- 1992 – „Eye on Fork or Hot Icecream – creme de la creme of Polish Art of 90”, BWA, Katowice
- 1993 – „Top Five” Maison des Artistes, Cagnes sur Meer (Francja)
- 1994 – „Warszawa dzisiaj”, Galerie Dickens, Montreal (Kanada)
- 1994 – „Vier Elemente”, Hotel Intercontinental, Wiedeń (Austria)
- 1994 – „Große Kunstausstellung NRW”, Düsseldorf (Niemcy)
- 1994 – „Sacrum”, BWA, Częstochowa
- 1994 – „Współczesna sztuka z Polski”, Galerie Guth-Mass & Mass, Reutlingen (Niemcy)
- 1994 – „Ikonopress”, Zamek Książąt Pomorskich, Szczecin
- 1994 – „Polnische Kulturtage”, Erfurt (Niemcy)
- 1994 – „Top Five” La Ciotat, Marsylia (Francja)
- 1995 – „Wokół rzeźby lat 70 i 80”, Muzeum Sztuki Współczesnej w Orońsku
- 1995 – Plener „Kolekcja – Drewno 1995”, Centrum Rzeźby Polskiej w Orońsku
- 1996 – „Współczesna polska rzeźba”, Galeria Sztuk Pięknych, Ostrawa (Słowacja)
- 1996 – „Rzeźba w drewnie”, Muzeum Okręgowe, Bielsko-Biała
- 1997 – „Sacrum”, BWA, Czestochowa
- 1997 – „Galerie prezentują”, BWA, Częstochowa
- 1997 – „Holz Symposium” Arkadien, Schönfeld (Niemcy)
- 1998 – „Dreilander-Eck” Kunstbahnhof, Herrnhut (Niemcy)
- 1998 – „Figura w rzeźbie polskiej XIX i XX wieku”, Centrum Rzeźby Polskiej w Orońsku
- 1998 – „Transformacja figury”, Miejska Galeria BWA Arsenał, Poznań
- 1998 – „Grosse Kunstausstellung”, NRW, Düsseldorf (Niemcy)
- 1999 – „VI Rohkunstbau”, Gross Leuten (Niemcy)
- 1999 – „Grosse Kunstausstellung NRW”, Düsseldorf (Niemcy)
- 1999 – „Dreilander-Eck”, Kunstbahnhof Herrnhut, (Niemcy)
- 1999 – „Figura w rzeźbie polskiej XIX i XX wieku”, CBWA Zachęta, Warszawa
- 2000 – XII Biennale Rzeźby, Poznań 2000, Galeria Miejska Arsenał, Poznań
- 2000 – „Grosse Kunstausstellung NRW”, Düsseldorf (Niemcy)
- 2000 – „FLUR 2000”, Holzbildhauer Symposium Erlbach/Eubabrun (Niemcy)
- 2000 – „L’Art dans le Monde”, Paris-Musees, Paryż (Francja)
- 2000 – „Coincidence”, Kulturzentrum Ignis, Kolonia (Niemcy)
- 2001 – „Wojna w człowieku”, Centrum Rzeźby Polskiej w Orońsku
- 2001 – „Art Jonction”, 15 Foire Internationale D’art Contemporain, Nicea (Francja)
- 2002 – „Strasse der Skulpturen”, Galerie e.o. Plauen (Niemcy)
- 2002 – „Co widzi trupa wyszkolona źrenica”, CBWA Zachęta, Warszawa
- 2002 – „Paleta Erosa”, Teatr Polski, Poznań
- 2002 – XIII Międzynarodowe Biennale Rzeźby Poznań 200 – „Mit i symbol”, Galeria Miejska Arsenał, Poznań
- 2003 – „Kolekcja 11”, Muzeum Sztuki Współczesnej, Radom
- 2003 – „Co widzi trupa wyszklona źrenica”, Muzeum Okręgowe, Bydgoszcz
- 2003 – „Paleta Erosa”, Muzeum Archeologiczne, Poznań
- 2003 – „Kunstsymposium”, Kunstbahnhof Herrnhut (Niemcy)
- 2003 – „Bliźniemu swemu … 2004”, CBWA Zachęta, Warszawa
- 2003 – Wystawa na antresoli pływalni miejskiej w Ożarowie Mazowieckim[2]
- 2004 – „Warszawa w Wilnie, Wilno w Warszawie”, Galeria „Arka” Wilno (Litwa)
- 2004 -„Warszawa w Kijowie” Centralny Dom Artysty Plastyka – Galeria Narodowa Związku Artystów Plastyków, Kijów (Ukraina)
- 2004 – „Teatr wyzwolonych żywiołów”, Euroart, 1 Biennale Sztuki, Koszary Sztuki, Świnoujście
- 2004 – „Sacrum 2004”, 11 Biennale Sztuki Sakralnej, Galeria BWA, Gorzów Wlkp.
- 2004 – „Paleta Erosa”, Centrum Kultury „Zamek”, Poznań
- 2005 – „Warszawski Festiwal Sztuk Pięknych”, Stowarzyszenie Pracownie Twórcze – Lubelska, Warszawa
- 2005 – „Wśród przyjaciół”, Galeria Sztuki Współczesnej, Pracownia-Galeria, Warszawa
- 2005 – „W stronę człowieka”, Płocka Galeria Sztuki, Płock
- 2005 – „Azymut Rzeźby”, Ośrodek Propagandy Sztuki, Miejska Galeria Sztuki, Łódź
- 2005 – „Kolekcja 13”, Muzeum Sztuki Współczesnej, Radom
- 2005 – „Świadkowie czasu”, Instytut Polski, Sztokholm (Szwecja)
- 2005 – „Świadectwa czasu”, Instytut Polski, Berlin (Niemcy)
- 2005 – „W stronę Innego. Obserwacje i interwencje”, Galeria Sztuki Współczesnej BWA, Katowice
- 2006 – „Dwie generacje polskiej sztuki współczesnej”, Klasztor św. Katarzyny, Finale Ligure Borgo (Włochy)
- 2006 – „Żywoty zwierząt”, Miejska Galeria Sztuki, Częstochowa
- 2006 – „W stronę Innego. Obserwacje i interwencje”, Ośrodek Propagandy Sztuki, Miejska Galeria Sztuki, Łódź
- 2006 – „Sztuka wobec zła”, VI Triennale Sztuki Sacrum, Miejska Galeria Sztuki, Częstochowa
- 2006 – „Sztuka w Polsce wobec spraw publicznych 1966 – 1994”, Muzeum Sztuki Współczesnej, Radom
- 2006 – „Sztuka wobec zła”, VI Triennale Sztuki Sacrum, Płocka Galeria Sztuki, Płock
- 2006 – „Obrazowanie”, Mazowieckie Centrum Sztuki Współczesnej, Elektrownia, Radom
- 2006 – „Sollentuna”, Targi sztuki, Sztokholm (Szwecja)
- 2006 – „W drodze”, Miejska Galeria Sztuki, Sandomierz
- 2007 – „Kolekcja Sztuki Współczesnej. Centrum Rzeźby Polskiej w Orońsku”, Galeria Sztuki Współczesnej BWA, Katowice
- 2007 – „Sollentuna”, Targi Sztuki, Galeria Mitteleuropa, Sztokholm (Szwecja)
- 2007 – „Festiwal Metalu”, Galeria Sztuki, Ostrołęka
- 2007 – „Wymiana jako sztuka”, kolekcja Tomasza Kawiaka, Galeria Grodzka, BWA, Lublin
- 2007 – „Pertolzhofener Kunstdingertage 2007”, Kunstverein Pertolzhofen e.V. (Niemcy)
- 2007 – „Kamienny Krąg“, Plener Rzeźbiarski, Nietulisko
- 2007 – „Alfabet Rzeźby – abc…”, „Muzeum Rzeźby Współczesne, Centrum Rzeźby Polskiej w Orońsku
- 2007 – „Bliźniemu swemu…2007”, „Zachęta” Narodowa Galeria Sztuki w Warszawie
- 2008 – „Pertolzhofener Kunstdingertage 2008”, Kunstverein Pertolzhofen e. V. (Niemcy)
- 2008 – „Flur 2008” ,Vogtlandisches Holzbildhauersymposium, Erlbach / Eubabrunn (Niemcy)
- 2008 – „Preludium, rzeźba w mieście”, Centrum Kultury Zamek, Poznań
- 2008 – „Spotkanie twórców”, Bułgarski Instytut Kultury, Warszawa
- 2008 – „Affordable Art Fair, Autumn Collection 2008”, Targi Sztuki, Londyn (Anglia)
- 2008 – „Affordable Art Fair , Amsterdam 2008 ‘, Targi Sztuki, Amsterdam (Holandia)

## Nagrody i stypendia
- 1993 – stypendium Fundacji Kultury.
- 1997 – wyróżnienie za rzeźbę „Kain i Abel” na wystawie „Sacrum” w Częstochowie
- 2004 – stypendium Kulczyk Foundation